# Persebaya Surabaya
Persebaya 1927 (Sepakbola Surabaya 1927) är ett indonesiskt fotbollslag. Det är baserat i Surabaya på Östjava. 
Anhängarna till Persebaya kallas Bonek (förkortning av Bondo Nekat, bokstavligen "De hänsynslösa") och var tidigare ökända för våld och huliganism.

## Placering senaste säsonger
| Säsong    | Nivå | Liga   | Placering | Referens | Notering |
| --------- | ---- | ------ | --------- | -------- | -------- |
| 2018      | 1    | Liga 1 | 5         | [ 2 ]    |          |
| 2019      | 1    | Liga 1 | 2         | [ 3 ]    |          |
| 2020      | 1    | Liga 1 | x         |          | pandemin |
| 2021/2022 | 1    | Liga 1 | 5         | [ 4 ]    |          |
| 2022/2023 | 1    | Liga 1 | 6         | [ 5 ]    |          |
| 2023/2024 | 1    | Liga 1 | 12        | [ 6 ]    |          |
| 2024/2025 | 1    | Liga 1 | 4         | [ 7 ]    |          |